# War of Ages
War of Ages est un groupe de metalcore chrétien américain, originaire d'Érié, en Pennsylvanie. Il a été formé en 2002.

## Biographie
Le premier album du groupe, War of Ages, est publié en juillet 2005 au label Strike First Records. En février 2006, ils se centrent vers Facedown Records et y publient leur deuxième album, Pride of the Wicked, en septembre 2006. Arise and Conquer est publié en 2008. En janvier 2009, le groupe annonce le tournage d'une vidéo pour la chanson All Consuming Fire le 7 février la même année au Forward Hall.
Le quatrième album du groupe, Eternal, est publié le 13 avril 2010, produit par cc du groupe As I Lay Dying. En octobre 2013, le groupe annonce une tournée en tête d'affiche appelée More than Sound qui débute le 1er novembre et se termine le 3 décembre. Leroy révèle par la suite un nouvel album avec Tim Lambesis de As I Lay Dying et Sonny Sandoval de P.O.D. Leur septième album, Supreme Chaos, est publié le 22 juillet 2014. En octobre 2014, War of Ages publie une nouvelle vidéo pour la chanson Chaos Theory.
À la fin de 2015, le groupe 10 Years annonce des dates de tournées avec War of Ages, Dead Letter Circus, et P.O.D..

## Membres

### Membres actuels
- Leroy Hamp – chant (depuis 2002)
- Steve Brown – guitare (depuis 2002)
- Alex Hamp – batterie (depuis 2005)
- Jack Daniels – guitare (depuis 2013)
- Branon Bernatowicz – guitare rythmique, chœurs (2008–2012) ; basse, chœurs (depuis 2016)

### Anciens membres
- Matt Moore – guitare rythmique (2002–2004)
- Kang Garnic – guitare rythmique (2004–2005)
- Luke Johnathan Lynch – guitare rythmique, chœurs (2005–2008)
- Brendan Hengle - basse, chœurs (2014-2016)
- Mark Randazzo – guitare rythmique, chœurs (2012–2013)
- Nate Owensby – basse (2004–2005)
- T.J. Alford – basse, chœurs (2005–2012)
- Ryan Tidwell – basse, chœurs (2013–2014)
- Elisha Mullins – basse, chœurs (2014)
- Rob Kerner – batterie (2002–2005)